# أندريا أشورث
أندريا أشورث (بالإنجليزية: Andrea Ashworth)‏ هي كاتبة سير ذاتية وكاتِبة بريطانية، ولدت في 1969 في مانشستر في المملكة المتحدة.